# Liscard
Liscard – część miasta Wallasey, w Anglii, w hrabstwie ceremonialnym Merseyside, w dystrykcie metropolitalnym Wirral. Leży 5 km na północny zachód od centrum Liverpool i 291 km na północny zachód od Londynu. W 2001 miejscowość liczyła 14 301 mieszkańców.